# Prairial (pétrolier)
Pour les articles homonymes, voir Prairial (homonymie).
Le Prairial est un pétrolier qui fait partie du groupe des quatre pétroliers géants construits au milieu des années 1970 aux Chantiers de l'Atlantique à Saint-Nazaire, les trois autres étant le Batillus, le Bellamya, et le Pierre Guillaumat.
Comme l'avait été le Pierre Guillaumat en 1977, le Prairial a été livré en 1979 à la Compagnie nationale de navigation, alors filiale du groupe français Elf,.
Il a ensuite changé plusieurs fois de mains avant d'être démantelé en 2003 sous le nom de Sea Giant.

## Sources
- Informations techniques et photographies sur Supertankers International.
- Article Sur Souvenirs de mer.